# Минная линия
Минные линии – это участки минного заграждения, представляющие собой группу мин, размещенных линейно с определенной координатой начала и направлением. Эти элементы играли и продолжают играть ключевую роль в военных стратегиях и обороне морских и прибрежных территорий.
История разработки минных линий
Идея использования минных линий имеет древние корни, но современное применение началось в XIX веке. Один из первых примеров был представлен российским инженером Игорем Александровичем Колесниковым, который в 1869 году разработал и усовершенствовал морскую мину с механизмом взрыва и предложил ее использование в линейных минных заграждениях.
Примеры установки минных линий
1. Подводные лодки: Подводные лодки могут устанавливать минные линии в стратегически важных местах, таких как узлы морских путей или прибрежные воды. Они способны размещать минные мины вдоль заданного направления и создавать опасные зоны для противника.
2. Надводные корабли: Некоторые военные корабли оснащены системами для размещения минных линий. Они могут бросать минные коробки или подвесные системы, чтобы создать линейные минные заграждения.
3. Береговая оборона: Важной составляющей обороны прибрежных территорий является установка минных линий в морях и океанах, прилегающих к берегу. Это может включать в себя размещение мин на дне моря вдоль береговой линии.

Минное поле
Когда комбинируются минные линии, минные банки, минные полосы и отдельные мины, они создают минное поле. Минные поля являются критически опасными для судов и подводных лодок, так как мины могут взрываться при приближении к ним.
Международные соглашения, такие как Конвенция Организации Объединенных Наций о морском праве, строго регулируют применение минных линий и минных полей, чтобы минимизировать риски для мирных судов и мореплавателей.
Эти элементы минного заграждения продолжают оставаться важной частью современной морской обороны, и их разработка и применение продолжают совершенствоваться с течением времени.